# 松井亮吉
松井 亮吉（まつい りょうきち、前名・章吉、1894年〈明治27年〉12月15日 - 没年不明）は、日本の酒造家（寛永11年創業、平野屋、銘酒「山の井」の醸造元）、広島県多額納税者、会社役員。
第六十六銀行（現・広島銀行）、広島桟橋各監査役。族籍は広島県平民。

## 経歴
広島県広島市出身。先代亮吉の長男。県立広島一中卒業。1918年、家督を相続し前名・章吉を改め襲名した。平野屋と称し、酒造業を営んだ。

## 人物
貴族院多額納税者議員選挙の互選資格を有した。
趣味は郷土史研究。宗教は禅宗。住所は広島市京橋町。

## 家族・親族
松井家
家系について『広島県紳士録 昭和8年版』によると、「広島市京橋町の松井家祖先の伊右衛門は、豊田郡小田の荘より出て寛永年間広島に酒造業を創業した」という。
- 父・亮吉[2]
- 母・スミ（1876年 - ?、広島、尼子忠蔵の妹）[2]
- 妹・温子（1903年 - ?、広島、松井久次郎の養子）[2]
- 妻・イサ（1901年 - ?、母スミの姪）[2]
- 長女[2]
- 二女[2]
- 三女[4]
- 男[4]
- 二男[4]

親戚
- 尼子忠蔵（醤油商、第六十六銀行、尾道貯蓄銀行各取締役）